# Station Børkop
Station Børkop is een station in Børkop in de Deense gemeente Vejle. Het station ligt aan de lijn Fredericia - Århus. Het wordt bediend door de regiotrein Aarhus - Esbjerg.